# 92e division d'infanterie (Allemagne)
Pour les articles homonymes, voir 92e division.
La 92e division d'infanterie (en allemand : 92. Infanterie-Division ou 92. ID) est une des divisions d'infanterie de l'armée allemande (Wehrmacht) durant la Seconde Guerre mondiale.

## Création et différentes dénominations
La 92e division d'infanterie est formée le 15 janvier 1944 à Nikolsburg en tant qu'élément de la 25. Welle (25e vague de mobilisation).
Elle est absorbée par la 362e division d'infanterie en juin 1944.

## Organisation

### Commandants
| Date                             | Grade           | Commandant                           |
| -------------------------------- | --------------- | ------------------------------------ |
| ? janvier 1944 - 10 février 1944 | Oberst          | Freiherr de la Salle von Louisenthal |
| 10 février 1944 - 9 juin 1944    | Generalleutnant | Werner Göritz                        |

## Théâtres d'opérations
- Italie : janvier 1944-juin 1944

## Ordres de bataille
- Grenadier-Regiment 1059
- Grenadier-Regiment 1060
- Artillerie-Regiment 192
- Pionier-Bataillon 192
- Feldersatz-Bataillon 192
- Panzerjäger-Abteilung 192
- Divisions-Füsilier-Bataillon 192
- Divisions-Nachrichten-Abteilung 192
- Divisions-Versorgungs-Regiment 192